# Sacsaül blanc
El sacsaül blanc (Haloxylon persicum) és un arbret que pertany a la família Amaranthaceae. Es distribueix a l'oest d'Àsia, incloent Israel, Jordània, Egipte, Sinaí, sud d'Iraq, Aràbia Saudita, l'Iran, Oman, Emirats Àrabs Units, Afganistan, i Pakistan, a Àsia central (Kirguizstan, Turkmenistan, etc.), i la Xina (Xinjiang, etc.).

## Descripció
Haloxylon persicum té una tija robusta i resistent i l'escorça de color gris, arriba a fer de 4,5 a 5 metres d'alt. Té les fulles petites que han passat a ser part de les seves branques suculentes les quals fan la major part de la fotosíntesi. Aquesta espècie es troba a les dunes del desert on de vegades forma grups monoespecífics amb densitats de 400-500 arbres per hectàrea. És un arbre molt resistent capaç de créixer en sòls pobres en nutrients i tolerar la secada. És de fullatge persistent i floreix de maig a juny i acostuma a germinar de finals de març a principi d'abril. El seu metabolisme de fixació de carboni és un tipus especial dins el C4.

## Usos
El seu extens sistema radicular resulta útil per estabilitzar les dunes i els sòls sorrencs en general. La seva fusta és duradora i pesant i es fa servir per a la fusteria. També crema bé i es fa servir de combustible.

## Plagues
Turcmenigena varentzovi (escarabat del sacsaül) és una plaga d'aquest arbres al Kazakhstan, Turkmenistan, i l'Uzbekistan.